# 喬爾納 (切梅里夫齊區)
48°56′16″N 26°28′27″E / 48.93778°N 26.47417°E
喬爾納（烏克蘭語：Чорна）是位於烏克蘭西部赫梅利尼茨基州裏卡緬涅茨-波多利斯基區的村莊，處於巴季若克河畔，始建於1494年，面積3.66平方公里，海拔高度296米，2001年人口1,211。